# Niedersächsischer Reichskreis

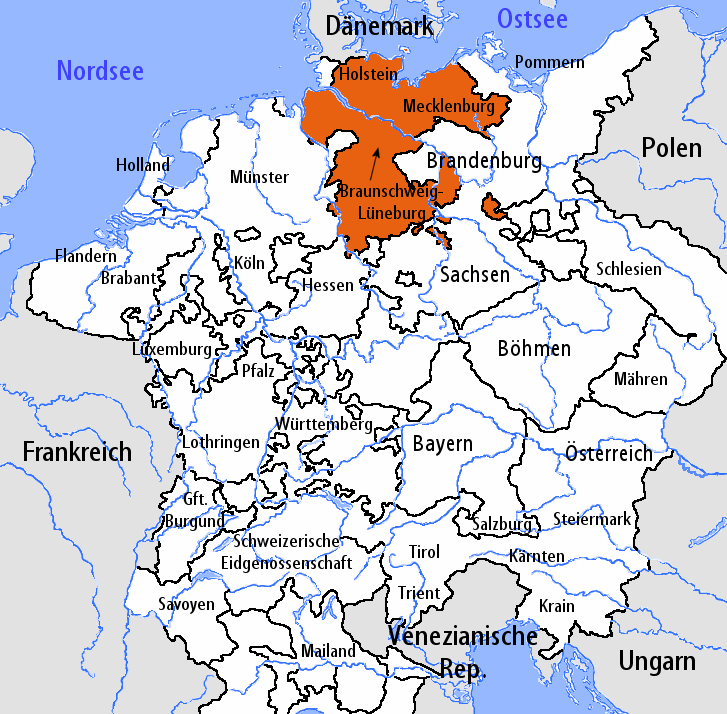
Reichskreise zu Beginn des 16. Jahrhunderts. In Rot der Niedersächsische Reichskreis.

Karte des Niedersächsischen Reichskreises vor dem Westfälischen Frieden, 1648 oder früher von Joan Blaeu

Der Niedersächsische Reichskreis war einer der zehn Reichskreise, in die das Heilige Römische Reich unter Kaiser Maximilian I. zu Beginn des 16. Jahrhunderts eingeteilt wurde.

## Entstehung
Der Vorläufer des Niedersächsischen Reichskreises ist der größere, Sächsische Reichskreis. Erste Planungen für einen solchen sächsischen Reichskreis gehen auf Albrecht II. im Jahr 1438 zurück. Der 1500 geschaffene sächsische Kreis wurde 1512 in den Obersächsischen und den Niedersächsischen Reichskreis geteilt. Umgesetzt war die Trennung 1522; z. B. musste erst die Besetzung des Reichskammergerichts angepasst werden. Auch die Bezeichnung „untersächsischer Kreis“ war üblich.

## Gebiet
Der Niedersächsische Reichskreis umfasste die östlichen Teile des heutigen Bundeslandes Niedersachsen, das nördliche Sachsen-Anhalt (ohne die Altmark), Mecklenburg, Holstein (ohne Dithmarschen), Hamburg, Bremen, Lübeck, kleinere Gebiete in Brandenburg und Thüringen. Insgesamt handelte es sich um ein weitgehend zusammenhängendes Gebiet, einige Exklaven wie Halle an der Saale und Jüterbog lagen jedoch außerhalb. Dasselbe gilt auch für die Reichsstädte Nordhausen und Mühlhausen. Innerhalb des Kreisgebiets lag das Hochstift Verden, das allerdings seit 1502 in Personalunion mit dem Erzbistum Bremen verwaltet wurde, sowie die Grafschaften Schaumburg und Spiegelberg, die nicht zum Kreisgebiet gehörten.
Am Ende des alten Reiches war der Kreis etwa 1240 Quadratmeilen (etwa 69.000 Quadratkilometer) groß und hatte 2.120.000 Einwohner. Hinsichtlich der Konfession waren die Einwohner fast alle evangelisch. Teilweise katholisch war das Hochstift Hildesheim.

## Strukturen
Ein Großteil des Kreises machten die welfischen Territorien aus. Im zur Reformation übergetretenen Erzbistum Magdeburg regierten seit 1513 Administratoren aus der brandenburgischen Linie der Hohenzollern. Auch das Hochstift Halberstadt gehörte seit 1648 zu Kurbrandenburg. Im Erzstift Bremen regierten nach der Reformation Dänen und Schweden und seit 1715 auch dort die Welfen. Durch das Herzogtum Holstein und später auch die Grafschaft Oldenburg gehörte der König von Dänemark zu den Fürsten des Reichskreises. Durch ihren Besitz von Kreisterritorien gehörten schließlich auch die Könige von Preußen, Schweden und Großbritannien-Hannover zu den Kreisfürsten. Der niedersächsische Reichskreis war der wohl kaiserfernste. Trotz der starken Stellung der Welfen konnten diese den Kreis insbesondere wegen der Herzöge von Mecklenburg und zunehmend der Könige von Dänemark nicht völlig dominieren.
Kreisausschreibende Fürsten waren seit 1557 die Fürsterzbischöfe von Magdeburg und die Herzöge von Braunschweig-Lüneburg. Das Direktorium hatte zunächst das (brandenburgisch regierte) Erzbistum Magdeburg inne, ehe es seit 1648/1652 zwischen Brandenburg und Schweden (für das Herzogtum Bremen) wechselte. Der älteste Herzog aus dem Haus Braunschweig war Kodirektor. Kreisobristen waren meist die braunschweigischen Herzöge, die das Amt und den Kreiskriegsrat für ihre Zwecke zu nutzen versuchten. Die Kreisversammlungen tagten zunächst meist in Halberstadt, später auch in Braunschweig oder Lüneburg. Wegen ihrer abseitigen Lage veranstalteten Goslar, Mühlhausen und Nordhausen teilweise gesonderte Konferenzen. Eine Einteilung nach Bänken, etwa der geistlichen oder weltlichen Stände, existierte nicht.
Der Kreis konnte zum Reichskammergericht 4 Assessoren vorschlagen und seit 1648 abwechselnd mit dem obersächsischen Kreis einen weiteren. Davon stellten die Bistümer Magdeburg und Bremen sowie das Haus Braunschweig je einen. Mecklenburg und Holstein teilten sich eine Stelle. Wenn der Zusatzposten für den niedersächsischen Kreis fällig war, wurde dieser von Lübeck, Goslar, Mühlhausen und Nordhausen besetzt. Später sank die Zahl der Assessoren auf nur noch zwei und der gemeinsame Posten mit dem obersächsischen Kreis fiel weg.

## Aufgaben
Nach den Bestimmungen von 1681 hatte der Reichskreis 1322 Soldaten zu Pferd und 2707 zu Fuß zu stellen. Nach den Bestimmungen von 1707 hatte der Kreis an die Reichsoperationskasse 30.0000 Gulden zu zahlen.
Wie alle Reichskreise hatte auch der Niedersächsische Reichskreis wichtige Aufgaben im Münzwesen (siehe Reichsmünzordnung) wahrzunehmen. U.a. oblag dem Reichskreis die Probation der Münzen der Vielzahl von Münzstätten, die das aus dem Bergbau des Harzes stammende Silber verarbeiteten.

## Geschichte
Im Jahr 1625 bestimmten die Mitglieder des Reichskreises Christian IV. von Dänemark im Zusammenhang mit dem Dreißigjährigen Krieg zum Kreisobersten. Dieser Schritt wurde vom Kaiser bis 1629, als Dänemark sich aus dem Krieg zurückzog, nicht anerkannt. Seit 1682 verstärkten sich zwischen den mächtigen Mitgliedern die Gegensätze. Seither fanden bis 1796 keine Kreistage mehr statt. Während des mecklenburgischen Erbfolgestreits versuchte der Kaiser 1697 vergeblich gegen den Willen der Kreisstände Einfluss zu nehmen. Nach 1702 spielte der Kreis wegen der inneren Konflikte zwischen den Fürsten keine Rolle und stellte auch keine Kreistruppen mehr. De facto hörte der Kreis lange vor dem Ende des alten Reiches auf zu existieren.

## Gebiet des Kreises
Der Reichskreis umfasste ab und nach 1512 die folgenden Territorien.

### Geistliche Fürstentümer
- Erzstift Bremen 1648 als Herzogtum an Königreich Schweden
- Hochstift Halberstadt – 1648 als Fürstentum an Kurfürst von Brandenburg
- Hochstift Hildesheim
- Hochstift Lübeck
- Erzstift Magdeburg – 1680 als Herzogtum an Kurfürst von Brandenburg (Regelung des Westfälischen Friedens)
- Hochstift (Fürstentum) Ratzeburg – 1701 an Mecklenburg-Strelitz
- Hochstift (Fürstentum) Schwerin – 1648 an Mecklenburg-Schwerin

### Reichsprälaturen
- Kloster Riddagshausen – 1567 an Braunschweig-Wolfenbüttel
- Stift Gandersheim – Reichsstandschaft bestritten durch Braunschweig-Wolfenbüttel, keine reichsunmittelbaren Güter

### Weltliche Fürstentümer
- seit 1648 Herzogtum Bremen – schwedisch, 1715 an das Kurfürstentum Braunschweig-Lüneburg
- Fürstentum Blankenburg – 1731 an Braunschweig-Wolfenbüttel
- Fürstentum Calenberg – bildet 1692 mit Grubenhagen das Kurfürstentum Braunschweig-Lüneburg
- Fürstentum Grubenhagen – bildet 1692 mit Calenberg das Kurfürstentum Braunschweig-Lüneburg
- Teil-Herzogtum Holstein-Glückstadt (königlich-dänische Anteile)
- Teil-Herzogtum Holstein-Gottorp (herzoglich-gottorfsche Anteile)
- Fürstentum Lüneburg – ab 1705 mit Lauenburg, Calenberg und Grubenhagen Teil des Kurfürstentums Braunschweig-Lüneburg
- Herzogtum Mecklenburg-Güstrow – 1695 an Mecklenburg-Schwerin
- Herzogtum Mecklenburg-Schwerin
- Reichsgrafschaft Rantzau – 1653/54 Sitz und Kuriatstimme auf dem Regensburger Reichstag im Wetterauischen Reichsgrafenkollegium, verspätet 1662 in der Reichsmatrikel; bis 1726, als dem 4. Reichsgraf von der Dänischen Krone (die dazu nicht das Recht hatte, da das Amt Barmstedt 1650 vom Kaiser zur Immediatherrschaft „erhoben“ wurde) der Prozess gemacht wurde wegen angeblicher Implikation in die Ermordung seines Bruders, des 3. Reichgrafen; widerrechtlich zog Dänemark dieses kaiserliche Lehen aufgrund eines geheimen Vertrages mit dem 2. Reichsgrafen, der dies für den Fall ausbleibender Männlicher Erben vorsah als erledigt ein, was das Ende der Reichsgrafschaft bedeutete
- Herzogtum Sachsen-Lauenburg – 1705 mit Lüneburg, Calenberg und Grubenhagen Teil des Kurfürstentums Braunschweig-Lüneburg
- Fürstentum Braunschweig-Wolfenbüttel
- Grafschaft Regenstein

### Reichsstädte
- Reichsstadt Bremen
- Reichsstadt Goslar
- Reichsstadt Hamburg
- Reichsstadt Lübeck
- Reichsstadt Mühlhausen
- Reichsstadt Nordhausen